# Niech popłyną łzy
Niech popłyną łzy – czwarta studyjna płyta zespołu Kobranocka wydana w 1994 roku nakładem wytwórni Loud Out Records. Album doczekał się dwóch wznowień: W 2000 r. nakładem wydawnictwa Koch International oraz w 2008 r. nakładem Agencji Artystycznej MTJ.
Muzyka i słowa: Kobranocka, oprócz: „Rockin’ In The Free World” i „Wrecking Ball” Neila Younga. Płytę nagrano w okresie czerwiec – październik 1993 w Modern Sound Studio. Realizacja – Bogdan Kuźmiński. Produkcja: Kobranocka i Bogdan Kuźmiński. Projekt okładki: Tomasz Daniłowicz.

## Lista utworów
źródło:.
1. „Rockin’ in the Free World” – 3:44
2. „Niech popłyną łzy” – 4:19
3. „Ślepe lustro” – 3:19
4. „Póki możesz, aż do końca” – 4:07
5. „Pełno nas, lecz coraz mniej” – 2:26
6. „Chrystus rodzi się co dzień” – 3:44
7. „Cis” – 0:14
8. „Przystojny Stefan” – 3:40
9. „Noc ogonem Szatana” – 4:10
10. „Miodzio” – 2:19
11. „Więc mi zdejmij z czoła znamię” – 4:51
12. „Dla pokoju i zbawienia” – 2:47
13. „Wrecking Ball” – 4:05

## Muzycy
źródło:.
- Andrzej Kraiński – gitara, śpiew
- Adam Burzyński – gitara, śpiew
- Michał Kwiatkowski – gitara basowa, śpiew
- Piotr Wysocki – perkusja, tamburyn, śpiew

gościnnie
- Edyta Bartosiewicz – śpiew (2, 11)
- Martyna Jakubowicz – śpiew (1, 2)
- Katarzyna Nosowska – śpiew (4, 6, 9)
- Katarzyna Filoda – śpiew (2)
- Angie Leś – śpiew (13)
- Pudel – puzon
- Grzegorz Rytka – saksofon
- Piotr Korzeniowski – trąbka